# Gnistan (biograf, Göteborg)
Gnistan var en biograf vid Kvilletorget på Hisingen i Göteborg. Den öppnade 25 februari 1938 och stängde 5 maj 1968.
Huset byggdes med anpassning till biografverksamhet, med ritningar av arkitekt Nernst Hanson. Fastigheten låg i hörnet av Brämaregatan-Tunnbindaregatan. Antalet platser var 435, och ägare var Rune Engelbrektson på Göteborgs Biograf AB/Biograf AB Centrum. Premiärfilm var militärfarsen Kamrater i vapenrocken. Ludde Gentzel läste före filmen en vid biograföppningar obligatorisk prolog, författad av Fritz Schéel. Sista filmen var Django skjuter alltid först, visad den 5 maj 1968.